# Doingt
Doingt – miejscowość i gmina we Francji, w regionie Hauts-de-France, w departamencie Somma.
Według danych na rok 2011 gminę zamieszkiwało 1330 osób, a gęstość zaludnienia wynosiła 154 osoby/km² (wśród 2293 gmin Pikardii Doingt plasuje się na 198. miejscu pod względem liczby ludności, natomiast pod względem powierzchni na miejscu 560.).